# بوسه ناز چاکیراوغلو

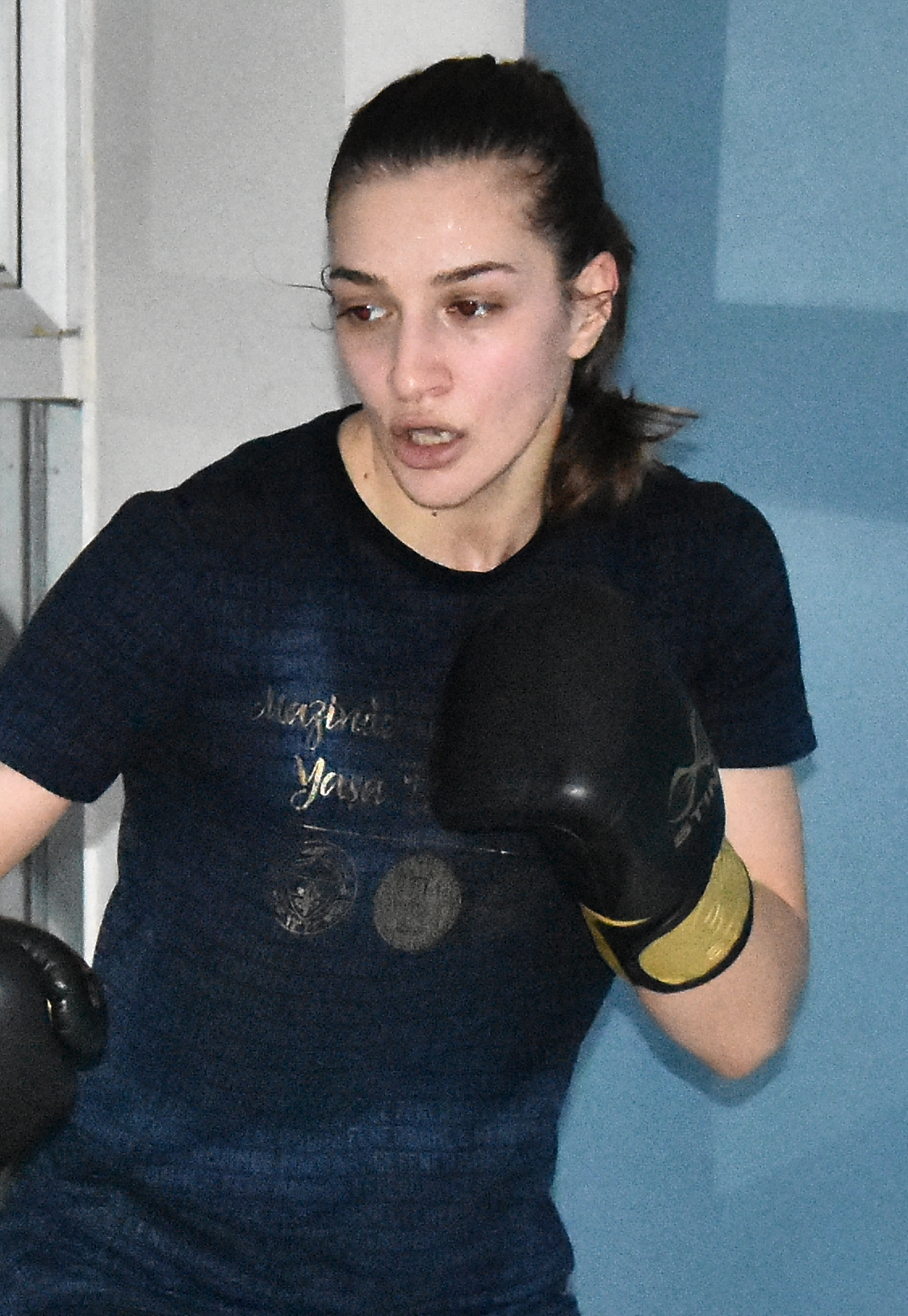
بوسه ناز چاکیراوغلو در سال ۲۰۲۰

بوسه ناز چاکیراوغلو (ترکی استانبولی: Buse Naz Çakıroğlu؛ زادهٔ ۲۶ مهٔ ۱۹۹۶) بوکسور زن اهل ترکیه است.